# Komorani
Komorani su naseljeno mjesto u gradu Livnu, Federacija Bosne i Hercegovine, BiH.
Smješteni su uz magistralnu cestu Livno - Split, usred Livanjskog polja, gdje se ravnica naglo širi u gotovo nepregledno prostranstvo plodnih oranica i livada (Dubočice, Table). Većina današnjih žitelja se bavi stočarstvom i zemljoradnjom. Do samostalnosti Hrvatske, odnosno do uspostavljanja državnih granica, selo je bilo poznato po proizvodnji kvalitetnog livanjskog sira, dok se sada ta poznata delikatesa proizvodi isključivo za osobne potrebe. Selo je zbijenog tipa, od puta se pružilo u polje uz potok.

## Naziv sela
Za postanak naziva sela nema jasnih indicija niti dokaza. Neki vjeruju da naziv Komorani dolazi od naziva Konjari, jer je nekad u selu zaista bilo puno konja. Drugi opet misle da je ime vezano za iskop uglja lignita koji se u blizini sela u Livanjskom polju pronalazi na dubini od svega 2-3 metra (komorati = rudari). Jedno istoimeno selo se nalazi i na Kosovu. 

## Stanovništvo

### 1991.
Nacionalni sastav stanovništva 1991. godine, bio je sljedeći:
ukupno: 243
- Hrvati- 117
- Muslimani - 107
- Srbi - 17
- Jugoslaveni - 2

### 2013.
Nacionalni sastav stanovništva 2013. godine, bio je sljedeći:
ukupno: 236
- Hrvati - 145
- Bošnjaci - 88
- Srbi - 3

Komorane naseljavaju isključivo stare livanjske bošnjačke i hrvatske obitelji, odnosno rodovi obitelji: Borić, Baljak, Drinovac, Kalender, Milak, Muftić, Nuhbegović, Perajica, Teklić i Vrdoljak, te jedna srpska obitelj Radić. Rijetko se spominje, a vrijedno je naglasiti dobre međunacionalne i međuvjerske odnose, što je došlo do izražaja kako u Drugom svjetskom, tako i u posljednjem ratu. Selo osim katoličke kapelice u kojoj se održava liturgija nekoliko puta godišnje, nema drugih sakralnih objekata.
Hrvatski rodovi su su:
- DRINOVCI - preselili iz Gubera. Starinom su iz Drinovaca kod Ljubuškog
- PERAJICE - preselili iz Orguza
- ŠIŠKE - iz Studenaca u Dalmaciji
- TEKLIĆI - preselili iz Ćaića
- VRDOLJACI -iz Dalmacije
- ŽULJEVIĆI - iz Otoka kod Sinja

Bošnjački rodovi su:
- BALJCI - preselili iz Bile 1878. godine
- BORIĆI - pamte da su doselili iz Trilja kod Sinja početkom XVII stoljeća u grad Livno, nakon mletačkog osvajanja Dalmacije. U gradu je, sredinom XVIII stoljeća, živio Šabanaga Borić, utemeljitelj jednog Dar-ul Hadisa. Na padinama Dinare, sjeveroistočno od Sinja, postoji selo Borići. U selu ih drže za akrame (posjednike), što su zaista bili. Imali su veoma krupne posjede na području Komorana, Gubera, i Grboreza, do Lusnića na drugoj strani polja. Porodica je doselila u Komorane u XIX stoljeću iz grada Livna i izgradila ovdje tvrdu kulu, od koje su ostale samo ruševine. Druge su im kule stajale u Livnu i između Piragića Doca i Rapovina. Danas je ostala samo jedna kuća Borića; GRAHE - Hasan Graho preselio je ovdje iz Ćaića.
- DIZDARI - preselili u Piragića Dolac
- KALENDERI - doseljeni iz Livna. Drže da su starinom iz Turske
- MILACI - preselili iz Lusnića. Jedna kuća Milaka u Komoranima bila je kmetsko selište koje su posjedovali Borići
- MUFTIĆI - preselili iz Zabrišća
- NUHBEGOVIĆI - preselili iz Podhuma
- ŠEHIĆI - preselili iz Velikog Gubera. Živjeli su na kmetskom selištu čiji su vlasnici Borići
- TUCAK (TUČO) - u XIX st. iselili u Jakir i Vidimlije u Glamočkom polju

U selu žive ovi Srbi ikavci: 
- RADIĆI - doselili iz Glamoča 1946. godine
- ŽDERE - preselili iz Gubera. Podrijetlom iz Dalmacije. U posljednjem ratu iselili u Banjaluku.

## Fenomen groblja
Iako u Komoranima postoje dva stara groblja u njih se nikada nisu ukopavali mještani ovog sela. Do izgradnje novog katoličkog groblja s kapelicom (renovirana 2008-2010 godine), sve tri vjeroispovjesti su se ukapale u susjedna sela, dok su se u groblja u Komoranima ukapali žitelji iz susjednih sela. Do izgradnje novog groblja, katolici su se ukapali u susjedno groblje Zabrišće.
Pravoslavno groblje ili Jankovića Greblje je omanje i sa 7 stećaka nepravilne forme i utonulih u zemlju. U njemu su spomenici i križevi iz 1797. i 1803. godine. Groblje je jako zapušteno, a grobnice oštećene. Specifično je po tome što se u njega nikad nisu ukapali pravoslavci iz Komorana, niti je Jankovića bilo u selu. U to groblje su se ukapali Jankovići iz susjednih Grboreza (niko od tog prezimena ne živi u okolici, obiteljski potomci posjećuju i uređuju grobove). Pravoslavci iz sela su se ukopavali u susjedni Guber. Izvan sela se nalazi i Petrino Greblje koje opet nikad nisu koristili katolici iz sela. Legenda govori o nastanku tog groblja: na tom su mjestu iz zasjede ubijeni svatovi koji su išli iz Gubera prema Grborezima, gdje su i sahranjeni. Muslimanskog groblja ovdje nema. Pokapaju se na groblju u obližnjim Grborezima.  

## Vanjske poveznice
- Livno - zanimljivosti  Arhivirana inačica izvorne stranice od 28. kolovoza 2010. (Wayback Machine)